# Wallace Worsley

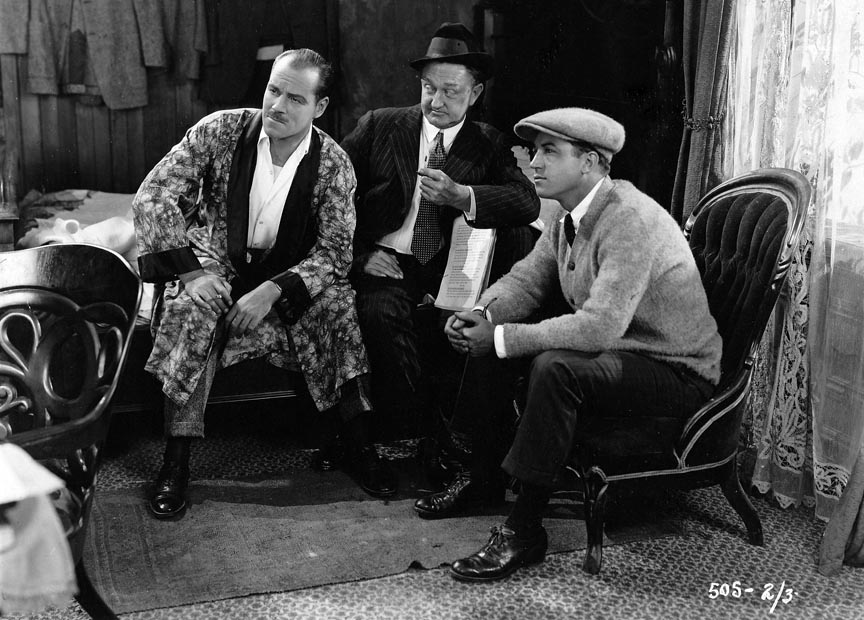
Jack Holt, Wallace Worsley, y Charles Schoenbaum en el plató de Nobody's Money (1923)

Wallace A. Worsley Sr. (8 de diciembre de 1878 – 26 de marzo de 1944) fue un actor teatral, además de director y actor cinematográfico, de nacionalidad estadounidense, activo en la época del cine mudo. 

## Biografía
Nacido en Wappingers Falls, Nueva York, Worsley era un actor teatral que se dedicó a la dirección cinematográfica, realizando 29 filmes entre los años 1918 y 1928, además de actuar en 7. Dirigió varias películas de Lon Chaney, y su relación profesional con el actor fue la mejor que tuvo Chaney tras su asociación con Tod Browning. Nuestra Señora de París (1923) es uno de sus trabajos más conocidos y, junto a  The Penalty (1920), disfruta de buena distribución en el mercado de vídeo y DVD. El film de horror de Worsley de 1922 A Blind Bargain, también con Chaney, es una de las películas perdidas más buscadas. 
Wallace Worsley falleció en Hollywood, California, en 1944. Fue enterrado en el Cementerio Forest Lawn Memorial Park de Glendale, California. Había estado casado con la actriz Julia M. Taylor, con la que tuvo dos hijos, Paul Worsley y el director Wallace Worsley Jr.

## Filmografía

### Director
| - An Alien Enemy (1918) - Social Ambition (1918) - Honor's Cross (1918) - Wedlock (1918) - A Law Unto Herself (1918) - The Goddess of Lost Lake (1918) - Adele (1919) - Diane of the Green Van (1919) - Playthings of Passion (1919) - A Woman of Pleasure (1919) - The Street Called Straight (1920) - The Little Shepherd of Kingdom Come (1920) - The Penalty (1920/I) - The Highest Bidder (1921) - Don't Neglect Your Wife (1921) | - The Ace of Hearts (1921) - The Beautiful Liar (1921) - Voices of the City (1921) - Grand Larceny (1922) - When Husbands Deceive (1922) - Rags to Riches (1922) - Enter Madame (1922) - A Blind Bargain (1922) - Nobody's Money (1923) - Is Divorce a Failure? (1923) - Nuestra Señora de París (1923) - The Man Who Fights Alone (1924) - Shadow of the Law (1926) - The Power of Silence (1928) |

### Actor
| - Paws of the Bear, de Reginald Barker (1917) - Borrowed Plumage, de Raymond B. West (1917) - Alimony, de Emmett J. Flynn (1917) - Madam Who, de Reginald Barker (1918) | - A Man's Man, de Oscar Apfel (1918) - The Turn of a Card, de Oscar Apfel (1918) - An Alien Enemy, de Wallace Worsley (1918) - A Man's Man, de Oscar Apfel (1923) |